# スペースレイダース
『スペースレイダース』（Space Raiders）は、2002年12月19日にタイトーから発売されたPlayStation 2用シューティングゲーム。2003年1月9日にニンテンドー ゲームキューブ版で発売された。

## THE 地球侵略群 ～スペースレイダース～
『THE 地球侵略群 ～スペースレイダース～』はSIMPLE2000シリーズVol.52としてディースリー・パブリッシャーから発売された廉価版。